# Rebelión de los indios de Nuevo México
La rebelión o revuelta de los indios, o rebelión de Popé de 1680 fue una rebelión de gran parte de los indios pueblos bajo el mando del caudillo Popé contra los españoles, colonizadores en la provincia de Santa Fe de Nuevo México, en el actual estado estadounidense de Nuevo México. La rebelión se cobró la vida de 400 españoles y obligó al abandono de sus casas, tierras y posesiones a más de 2000 colonos. Doce años más tarde los españoles regresaron y fueron capaces de reconquistar Nuevo México,

## Contexto
En 1540, los indios pueblo del actual Nuevo México fueron testigos de la llegada de los españoles para asentarse en sus tierras. La resistencia ante las demandas españolas desató la guerra del Tiguex, desarrollada entre los años 1540 a 1542 entre las fuerzas españolas comandadas por Francisco Vázquez de Coronado y cerca de trece pueblos de indios Tihua, en alianza con otras tribus de indios Pueblo, que culminó con la retirada española en 1542. Esta guerra minó particularmente las relaciones entre los indios Pueblo y los españoles. 
En 1598 Juan de Oñate dirigió 129 soldados y 10 frailes franciscanos, junto con un número grande de mujeres, niños, criados, esclavos, y ganado al valle del río Grande en Nuevo México. En él habitaban aproximadamente 40 000 indios pueblo. Oñate sofocó una revuelta en el Pueblo de Acoma cobrándose la vida de cientos de indios y, posteriormente, tomando otros tantos como esclavos. La masacre de Acoma aterrorizó a la región y provocó la desconfianza de los indios hacia los españoles en los siguientes años, a pesar de que misiones franciscanas fueron asignadas a muchos poblados de los Pueblo para su evangelización y mejorar sus condiciones.

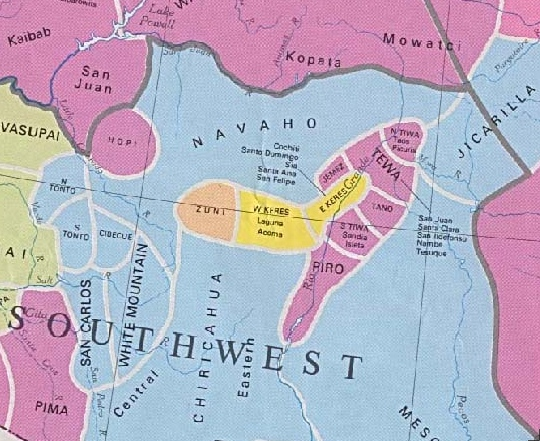
La ubicación de los poblamientos Pueblo y sus tribus vecinas en Nuevo México.

A pesar de que en 1500 las políticas españolas hacia los indios exigían su tratamiento con humanidad (el propio Oñate fue cesado por su crueldad), en la lejana frontera norte era difícil para el gobierno imponer estos preceptos. Con el establecimiento del primer poblamiento colonial permanente en 1598, los Pueblo fueron forzados a proporcionar tributos a los colonizadores en forma de trabajo, maíz y textiles. Con la era de las Encomiendas pronto se establecieron colonizadores a lo largo del río Grande, quienes se apropiaron de las tierras más fértiles y próximas a los cursos de agua. Además se impusieron a los indios grandes cargas de trabajo. Especialmente ofensiva fue para los Pueblo la agresión de su religión tradicional. Los sacerdotes franciscanos establecieron teocracias en muchos de los poblados Pueblo. Los sacerdotes pretendían convertir a los Pueblo para erigir con ellos el imperio español en Nuevo México. En 1608, España pensó abandonar el territorio, pero los franciscanos hicieron que la corona se lo replantease tras bautizar a cerca de 7000 indígenas. A pesar de que los franciscanos inicialmente toleraron manifestaciones de la antigua religión de los Pueblo, mientras los indígenas venerasen públicamente el catolicismo y asistieran a las ceremonias, fray Alonso de Posada prohibió los bailes Kachina de los indios y ordenó a sus misioneros tomar y quemar sus máscaras, bastones de oración, y efigies. Los misioneros también prohibieron el uso de fármacos enteogénicos en las ceremonias religiosas tradicionales de los Pueblo. Muchos oficiales españoles, como Nicolás de Aguilar, que intentaron socavar el poder de los franciscanos fueron acusados de herejía y acusados ante la Inquisición.
En la década de 1670 una sequía barrió la región, causando una hambruna entre los Pueblo y aumentando las incursiones apaches que ni las fuerzas españolas y Pueblo combinadas eran capaces de impedir. Fray Alonso de Benavides escribió múltiples cartas al Rey, describiendo las condiciones, con las desoladoras palabras de "los habitantes españoles e indios por igual tienen que usar para comer pieles y correas de carretas". El malestar entre los Pueblo llegó a su punto álgido en 1675. El gobernador Juan Francisco Treviño ordenó el arresto de cuarenta y siete curanderos Pueblo y les acusó de practicar "hechicería". Cuatro curanderos fueron sentenciados a la horca, siendo llevadas a cabo tres de las ejecuciones puesto que uno de los curanderos se suicidó antes de ser ahorcado. Los acusados restantes fueron públicamente castigados con látigos y sentenciados a prisión. Cuando esta noticia fue escuchada por los dirigentes tribales, se desplazaron hasta Santa Fe, donde los prisioneros estaban encarcelados. Puesto que la mayor parte del ejército español estaba fuera de la ciudad en combate con los Apaches, el gobernador Treviño se vio forzado a ceder ante la demanda de la liberación de los prisioneros. Entre ellos fue liberado un indio San Juan (conocidos como Ohkay Owingeh por las naciones indias) llamado Popé.

## Rebelión
Tras su liberación, Popé, junto con un alto número de otros dirigentes indios, planeó y orquestó la revolución de los Pueblos. Popé se estableció en Taos, lejos de la capital de Santa Fe y permaneció los siguientes cinco años buscando apoyos para una revolución entre las 46 ciudades de los Pueblo. Obtuvo el apoyo de los Tiwa del norte, Tewa, Towa, Tano, y Keres, todos ellos pueblos del valle del río Grande. El pueblo Pecos, 50 millas al este del río Grande prometió su participación en la revolución al igual que hicieron los Zuñis y los Hopis, 120 y 200 millas respectivamente al oeste del río Grande. Los Pueblos que se negaron a participar fueron las cuatro ciudades Tiwa del Sur (Tiguex) ciudades más cercanas a Santa Fe y los pueblos piros al sur de la principal población Pueblo cerca de la actual ciudad de Socorro. Los Tiwa del Sur y los Piros habían aceptado en mayor medida la cultura española y habían sido integrados en ella mucho más que el resto de grupos. La población española, de aproximadamente 2400 personas, incluyendo mestizos y criados indios, estaba esparcida por la región. Santa Fe era el único lugar que se aproximaba a una ciudad. Los españoles podían reunir únicamente 170 hombres con armas. Los indios que se unieron a la revolución probablemente superaban los 2000 hombres adultos capaces de utilizar armas nativas como arcos y flechas. No se descarta que algunos Apaches o Navajos se unieran también a la guerra.
La rebelión de los Pueblo fue semejante a otros movimientos sociales en colonias sobre culturas milenarias. Popé prometió que, una vez los españoles fueran asesinados o expulsados, los antiguos dioses de su cultura les premiarían con prosperidad y salud. El plan de Popé era que los habitantes de cada asentamiento se sublevase y asesinara a los españoles de su respectivo territorio tras lo cual todos se unirían para avanzar sobre Santa Fe para matar o expulsar a todos los españoles restantes. La fecha escogida para la revuelta era el 11 de agosto de 1680. Popé organizó rutas de corredores hacia todos los asentamientos donde los mensajeros llevan cordones anudados. Cada mañana el líder del asentamiento debía deshacer un nudo del cordón, y cuándo el último nudo fuese desanudado, sería su señal para cargar contra los españoles al unísono. Sobre el 9 de agosto, los españoles fueron advertidos de la amenaza inminente por los líderes Tiwa del sur y capturaron dos corredores indios Tesuque jóvenes a quienes se había confiado la misión de llevar el mensaje a los poblados. Fueron torturados para hacerles revelar la importancia del cordón anudado.

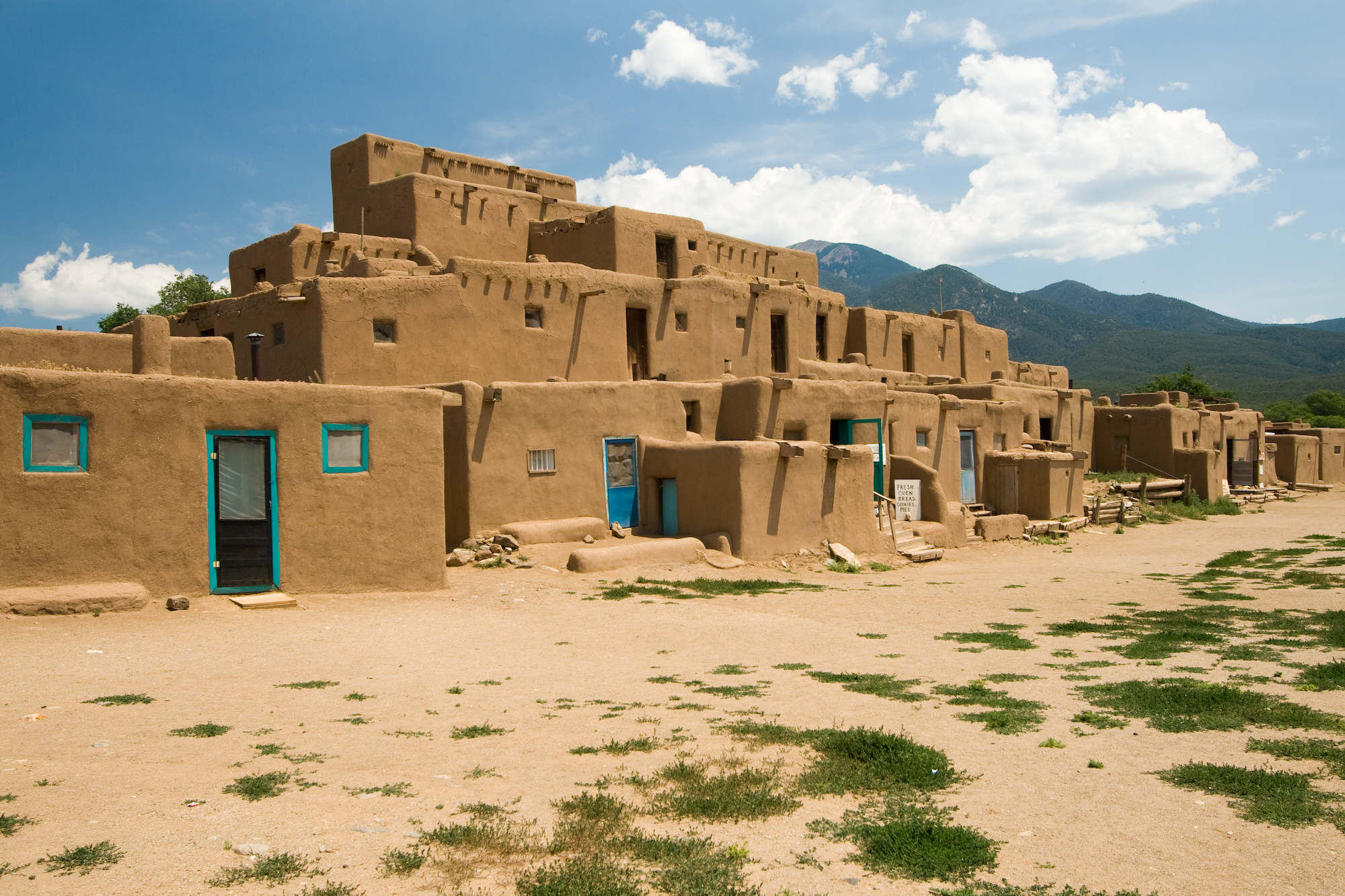
El pueblo Taos sirvió como base para Popé durante la revuelta.

Popé ordenó tras ello que la revuelta se iniciara un día antes. Los Hopis, aislados en las mesetas de Arizona, no recibieron el mensaje y continuaron con el plan original. El día 10 de agosto, los pueblos se alzaron, robaron caballos españoles para impedirles su huida, sellaron los caminos que llevaban a Santa Fe y asaltaron, saqueando y asesinando, los poblamientos españoles. Un total de 400 personas fueron asesinadas, sin discriminar entre hombres, mujeres o niños, además de entre 21 y 33 misioneros franciscanos en Nuevo México. Los supervivientes huyeron a Santa Fe y a Pueblo de Isleta, 10 millas al sur de Albuquerque y uno de los poblados que no participaron de la revuelta. El día trece de agosto, todos los poblamientos españoles en Nuevo México habían sido destruidos y se inició un asedio contra Santa Fe. Los indígenas rodearon la ciudad y cortaron el suministro de agua. En desesperación, el 21 de agosto, el gobernador de Nuevo México Antonio de Otermín, atrincherado en el palacio del Gobernador, salió fuera del mismo con todos sus hombres disponibles y forzó a los indios a retroceder con un gran número de bajas. Entonces dirigió a los españoles fuera de la ciudad y retrocedió hacia el sur a lo largo del río Grande, en dirección a la ciudad de El Paso del Norte, actual Ciudad Juárez. Los Pueblo siguieron a los españoles en su retirada pero no atacaron. Los españoles que se habían refugiado en Isleta también habían retrocedido hacia el sur el 15 de agosto y el día seis de septiembre los dos grupos de supervivientes, con una cifra de 1946 refugiados (aproximadamente 500 de ellos eran esclavos indios), se encontraron en Socorro. Fueron escoltados a El Paso por un convoy de suministro español. Los Pueblo no se opusieron a su huida de Nuevo México.

## El mundo fallido de Popé

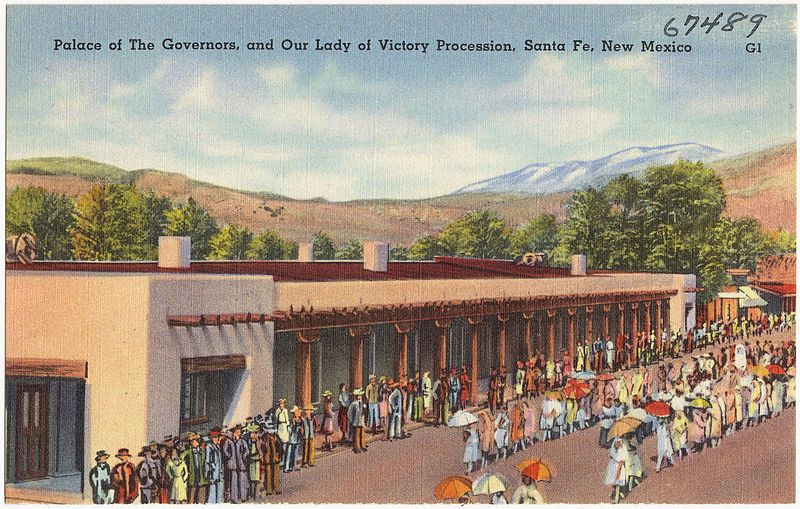
El Palacio de los Gobernadores asediado por los Pueblo en agosto de 1680.

El retiro de los españoles dejó Nuevo México en el poder de los Pueblo. Popé es una figura controvertida de la historia del suroeste por las múltiples historias y leyendas de lo que ocurrió con los Pueblo tras su revolución. El testimonio tardío a los españoles por los propios Pueblo fue probablemente parcializado por una opinión anti-Popé y un intento de decir a los españoles lo que esperaban escuchar.
Aparentemente Popé y sus dos lugartenientes, Alonso Catiti de Santo Domingo y Luis Tupatu de Picuris, viajaron de ciudad en ciudad ordenando un regreso "al estado de su antigüedad." Todas las cruces, iglesias, y las imágenes cristianas fueron destruidos.  Las personas fueron forzadas a lavarse en baños rituales, a utilizar sus nombres indígenas, y a destruir todos los vestigios de la religión católica y la cultura española, incluyendo el sacrificio del ganado español, sus cosechas y sus árboles frutales. Popé, prohibió la siembra de trigo y cebada (traídos por los españoles) y ordenó a aquellos indios que hubieran contraído matrimonio según los ritos de la Iglesia católica a rechazar a sus mujeres y tomar otras por la tradición nativa.
Los Pueblo no tenían tradición de unidad política. Cada Pueblo era autogobernado y muchos se resistieron a las demandas de Popé sobre el regreso a la cultura prehispánica y renegar a las mejoras que esta había traído. El paraíso que Popé había prometido no se materializó. La sequía continuó, destruyendo los cultivos y las incursiones por los Apaches y Navajos, que no tenían ya la oposición de las armas de fuego españolas, aumentaron. Inicialmente, aun así, los Pueblo se mantuvieron unidos en su objetivo de impedir el regreso de los colonos españoles.
Popé fue depuesto como dirigente de los Pueblo un año más tarde de la revuelta y desaparece de la historia. Se supone fallecido poco antes de la reconquista española de 1692.

## Intento español de reconquistar

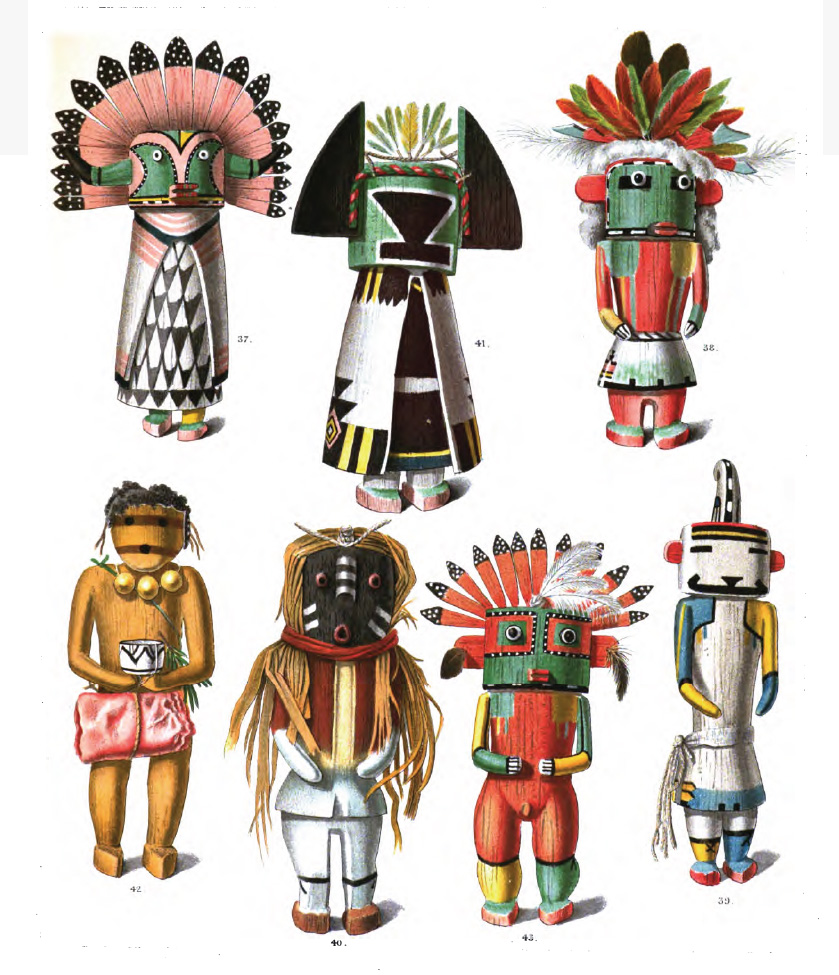
La causa más importante de la revolución fue probablemente el ataque español contra su religión, prohibiendo bailes tradicionales e iconos religiosos como estos muñecos kachina.

En noviembre de 1681, Otermín intentó regresar a Nuevo México. Reunió una fuerza de 146 españoles y un número similar de soldados indios en El Paso y marchó al norte a lo largo del río Grande. Primero encontró el pueblo piro, el cual había sido abandonado y sus iglesias destruidas. En el pueblo Isleta encontró una leve resistencia que desencadenó una breve batalla, tras la que se rindieron. Manteniendo la posición en Isleta, despachó una compañía de soldados e indios para establecer la autoridad española. El Pueblo fingió una rendición mientras reunía una fuerza lo suficientemente grande como para hacer frente a Otermín. Con la amenaza creciente de un ataque de los Pueblo, el día de año nuevo de 1682 Otermín decidió regresar a El Paso, incendiando el pueblo y llevándose a sus habitantes con él. El primer intento español por recuperar el control de Nuevo México había fallado.
Algunos de los Isleta más tarde regresaron a Nuevo México, pero otros se quedaron a vivir en El Paso, estableciéndose en Ysleta del Sur. Los Piros también se movieron a El Paso para vivir entre los españoles, finalmente estando instalados también las tribus Manso y Tiwa.
Los españoles nunca fueron capaces de convencer a algunos Pueblo para que se unieran a ellos en Santa Fe de Nuevo México, y frecuentemente regresaron buscando paz en lugar de conquista. Por ejemplo, los Hopis quedaron libres de cualquier intento español de reconquista a pesar de que no llegaron a conseguir ningún acuerdo o tratado de paz. Para algunos Pueblos, la revolución fue un éxito en su intento de alejar las influencias europeas.

## Reconquista
El regreso español a Nuevo México estuvo incitado por su temor a los avances franceses hacia el valle del Misisipi y su deseo de crear una frontera de defensa contra los indios nómadas cada vez más agresivos en sus fronteras del norte. En agosto de 1692, Diego de Vargas marchó a Santa Fe sin oposición junto con un guerrero Zía converso, Bartolomé de Ojeda. De Vargas, encomendado a Nuestra Señora La Conquistadora y con una fuerza únicamente de sesenta soldados, cien auxiliares indios, siete cañones (los cuales usó como presión contra los Pueblo en el interior Santa Fe), y un sacerdote franciscano, llegado a Santa Fe el día 13 de septiembre. Prometió a los 1000 Pueblo que se encontraban allí clemencia y protección si juraban lealtad al Rey de España y regresaban a la fe cristiana. Pero los indios rechazaron a los españoles. Tras una larga persuasión, los españoles por fin lograron que los Pueblo aceptaran la paz. El 14 de septiembre de 1692, de Vargas proclamó en un acto formal la reconquista de la ciudad y el territorio. Fue la decimotercera ciudad que había reconquistado para el rey de aquella manera, escribió alborozadamente al Conde de Galve, virrey de Nueva España. Durante el siguiente mes de Vargas continuó visitando asentamientos Pueblo logrando la aceptación de la autoridad española.
Aunque en 1692 el acuerdo de paz fue completamente diplomático y sin derramamiento de sangre, en los años siguientes, de Vargas, mantuvo cada vez un control más severo sobre los cada vez más desafiantes Pueblo. De Vargas regresó a México y reunió aproximadamente 800 personas, incluyendo 100 soldados, regresando a Santa Fe en diciembre de 1693. Esta vez, 70 guerreros y 400 personas se opusieron a la entrada de los españoles en la ciudad. De Vargas y sus fuerzas iniciaron la reocupación de la ciudad de forma violenta, concluyendo con la rendición y ejecución de los 70 guerreros y la sentencia de diez años como siervos a sus familiares y resto de insurgentes.
En 1696 los indios de catorce grupos Pueblo intentaron una segunda revolución, asesinando a treinta y cuatro colonos y cinco misioneros con armas de fuego que los españoles habían comerciado con ellos durante los años de paz. El castigo de Vargas fue sin piedad, severo y duradero. A finales del siglo el último asentamiento Pueblo se había rendido antes los españoles haciendo la reconquista un éxito. Algunos Pueblo se refugiaron en Nuevo México, uniéndose a los Apaches o Navajos o intentando reasentarse por su cuenta en las grandes llanuras. Uno de sus poblamientos ha sido encontrado en Kansas, en El Quartalejo.
A pesar de que la independencia de muchos asentamientos Pueblo de los españoles fue breve, la revuelta hizo ganar a los indios Pueblo una medida de libertad ante los futuros esfuerzos españoles en erradicar su cultura y la religión que siguieron a la reconquista. Además, los españoles emitieron sustanciales derechos sobre la tierra a cada Pueblo y se nombró un defensor público para proteger los derechos de los indios y defenderlos en sus causas legales ante los tribunales españoles. Los sacerdotes franciscanos que regresaron a Nuevo México no volvieron a intentar imponer una teocracia a los Pueblo, quienes continuaron practicando su religión tradicional.

## En las artes
En 1995, en Albuquerque, la Compañía de Teatro de Albuquerque produjo la obra bilingüe Casi Hermanos, escrito por Ramón Flores y James Lujan.  En ella se describían los acontecimientos que habían precedido la revuelta, inspirados por dos hermanastros que se encontraron en dos bandos opuestos en el campo de batalla.
Una estatua de Popé fue añadida a la colección del National Sanctuary Hall en el capitolio de los Estados Unidos en el año 2005 como una de los dos estatuas que representan a Nuevo México.
En 2005, en Los Ángeles, Native Voices at the Autry produjo Kino y Teresa, una adaptación de Romeo y Julieta escrita por James Luján, miembro de los Taos de Pueblo.  Ubicada cinco años después de la reconquista española de 1692, la obra enlaza figuras históricas reales con personajes literarios para escenificar como ambos bandos aprendieron a convivir y formar la cultura que ha evolucionado a la actual de Nuevo México.
En 2010, los estudiantes Clara Natonabah, Nolan Eskeets, Ariel Antone, todos miembros del Spoken Word Team de la Escuela India de Santa Fe escribió y representó una pieza narrada acerca de la historia de la revolución de los Indios Pueblo, Po'paga aclamada por la crítica en Nuevo México y los Estados Unidos. El grupo llegó a actuar en los estados bálticos de Estonia, Letonia, y Lituania. La pista puede ser encontrada en iTunes.
La revuelta también ha tenido referencias en Star Trek: The Next Generation, en el episodio Fin del viaje en el cual el capitán Jean-Luc Picard aprende que un antepasado suyo, Javier Maribona Picard, ayudó a sofocar la rebelión. En 2380, el capitán Picard recibe la orden de expulsar por la fuerza por la Flota Estelar a los habitantes indio-americanos para alcanzar un tratado de paz entre la Federación y los Cardasianos. Los indios creen que Picard ha sido elegido, tras 700 años, para la expulsión para darle una posibilidad de redención a su antepasado.

## Líderes de la revuelta y sus Pueblos
- Ku-htihth (Cochiti): Antonio Malacate
- Galisteo (Galisteo): Juan El Tano
- Walatowa (Jemez): Luis Conixu
- Nambé (Nambé): Diego Xenome
- Welai (Picuris): Luis Tupatu (Ciervo Blanco)
- Powhogeh (San Ildefonso Pueblo): Francisco El Ollito y Nicolás de la Cruz Jonv
- Ohkay (San Juan): Po'pay y Tagu
- San Lazaro: Antonio Bolsas y Cristóbal Yope
- Khapo (Santa Clara): Domingo Naranjo y Cajete
- Kewa (Santo Domingo): Alonzo Catiti
- Teotho (Taos): El Saca
- Tehsugeh (Tesuque): Domingo Romero[36]